# Bulbophyllum oreodoxa
Bulbophyllum oreodoxa är en orkidéart som beskrevs av Rudolf Schlechter. Bulbophyllum oreodoxa ingår i släktet Bulbophyllum och familjen orkidéer. Inga underarter finns listade i Catalogue of Life.